# (11168) 1998 FO15
(11168) 1998 FO15 là một tiểu hành tinh vành đai chính. Nó được phát hiện bởi Seiji Ueda và Hiroshi Kaneda ở Kushiro, Hokkaidō, Nhật Bản, ngày 21 tháng 3 năm 1998.